# 月行事
月行事（がちぎょうじ）とは、中世・近世の都市・座・仲間などの共同体に設けられた幹事役の一種で月単位の持ち回りであったことに由来する。これに対して年単位の場合は年行事（ねんぎょうじ）と呼ばれる。

## 概要
室町時代後期の山城国一揆においてこの役職が存在していたことが知られ（『大乗院寺社雑事記』文明18年5月9日条）、戦国時代に入ると京都や堺・堅田・山田などといった都市の町衆における自治組織において責任者を月行事で決める例が現れた。やがて、江戸時代に入ると、領主によって任じられた町名主・町年寄が町を運営するようになり、月行事はその補佐的地位に低下していくことになる。それでも江戸の一部地域のように町名主・町年寄が設置されず、代わりに月行事がその任にあたる地域も存在した。